# 長万部警察署
長万部警察署 （おしゃまんべけいさつしょ）とは長万部町に存在していた旧警察法による自治体警察の一つである。

## 管轄区域
- 渡島支庁(現在の渡島総合振興局)山越郡長万部町 全域

## 所在地
- 北海道山越郡長万部町元町(現在の函館方面八雲警察署長万部交番)

## 沿革
- 1884年 函館警察署山越分署として発足
- 年代不明 山越分署が八雲警察署に昇格
- 年代不明 八雲警察署長万部分署が設置
- 1921年 長万部警察署に昇格
- 1948年 警察法施行に伴い、自治体警察の長万部警察署、八雲警察署に分離発足
- 1952年 4月28日、長万部町議会にて町警察存廃問題を提案。
- 1954年 警察法の改正により北海道警察に統合され函館方面八雲警察署長万部警部派出所（現在の長万部交番）に降格。